# Filipe II (imperador)
Filipe II (237 – 249), também conhecido como Filipe, o Jovem, foi coimperador romano de 247 a 249 junto com seu pai, Filipe I. Nomeado Marco Júlio Severo Filipe, era o filho mais velho de Filipe I e sua esposa Márcia Otacília Severa.
Seu pai se tornou imperador em 244 e Filipe foi pouco depois nomeado césar, o herdeiro aparente. Foi nomeado para a posição de cônsul em 247 e no mesmo ano seu pai o elevou a augusto, tornando-se coimperador ao seu lado. Seus reinados ocorreram durante o aniversário de mil anos da Fundação de Roma, com grandes jogos e celebrações ocorrendo para marcar a ocasião.
Historiadores antigos afirmaram que Filipe I e Filipe II foram mortos ao mesmo tempo em 249 durante uma batalha contra forças rebeldes lideradas por Décio. Entretanto, historiadores modernos afirmam que Filipe II foi morto em Roma aos doze anos de idade pela Guarda Pretoriana depois das notícias da morte de Filipe I terem chegado na cidade.